# Нульовий кілометр

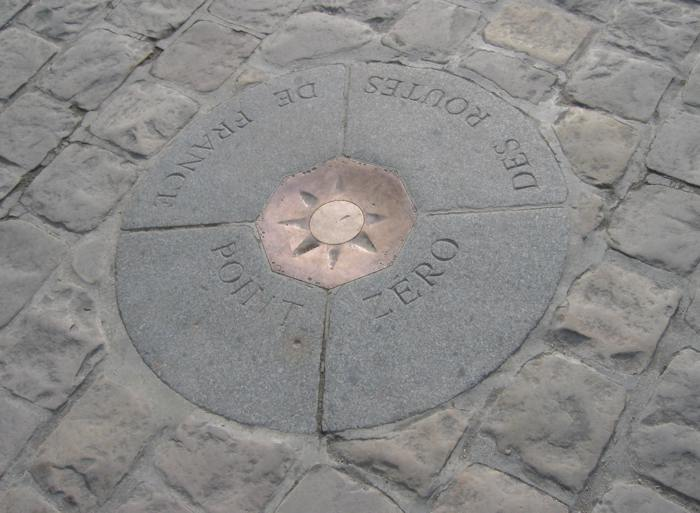
Нульовий кілометр в Парижі перед Нотр-Дамом

Нульовий кілометр (англ. Kilometre Zero (km 0), фр. point zéro) — в багатьох країнах світу особливий знак в центрі столиці, якій символізує початкову точку відліку дорожніх відстаней. Аналогічне поняття існує також для окремих доріг (початок відліку кілометрових знаків). Історично склалося, що нульовий кілометр часто припадає на ріг головного поштамту міста.
У Києві нульовий кілометр відзначений колоною на Майдані Незалежності перед поштамтом. Проте кілометри відраховуються від рогу поштамту (не враховуючи колони портику).

## Галерея

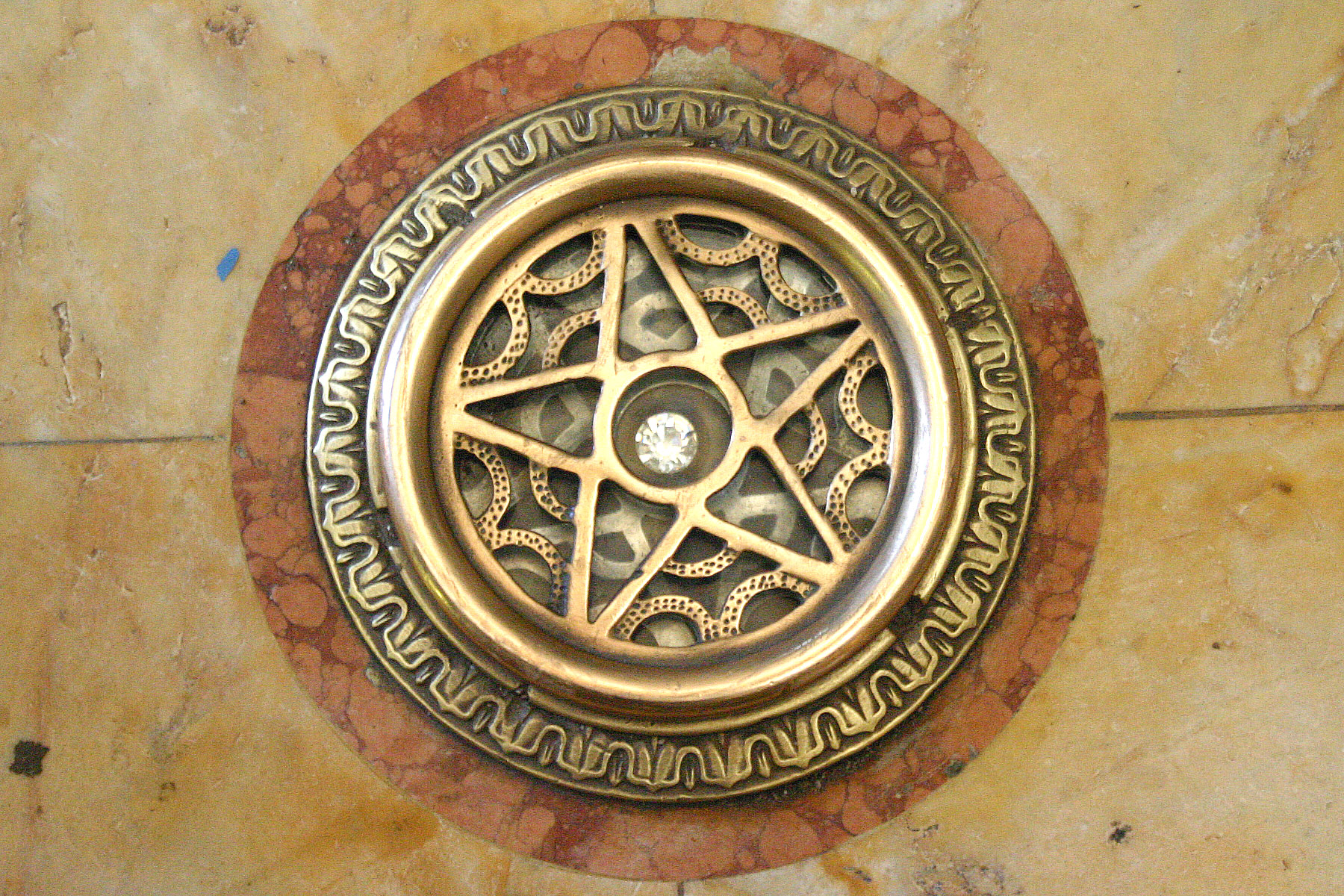
Кубинський нульовий кілометр
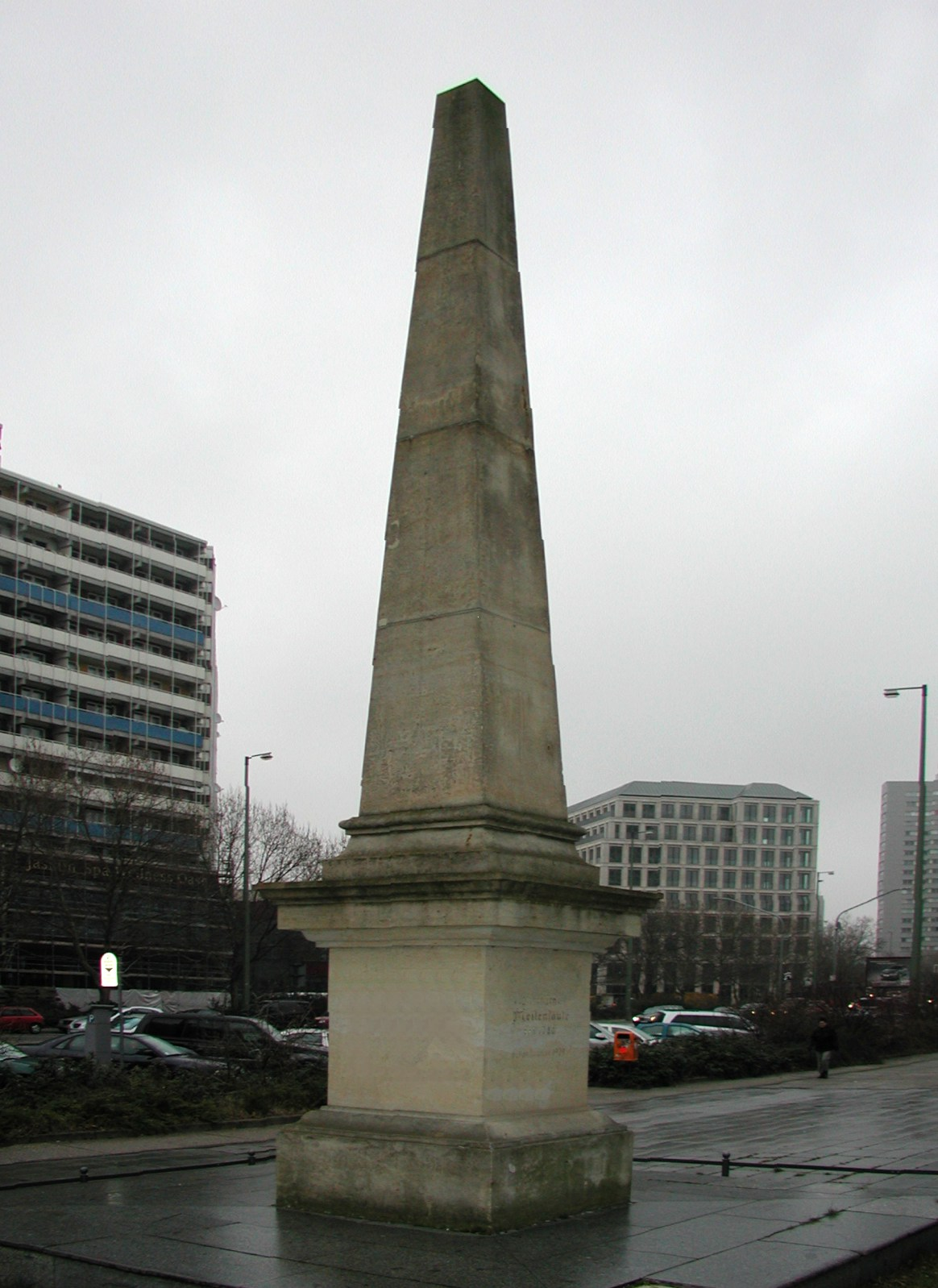
Німецький нульовий кілометр
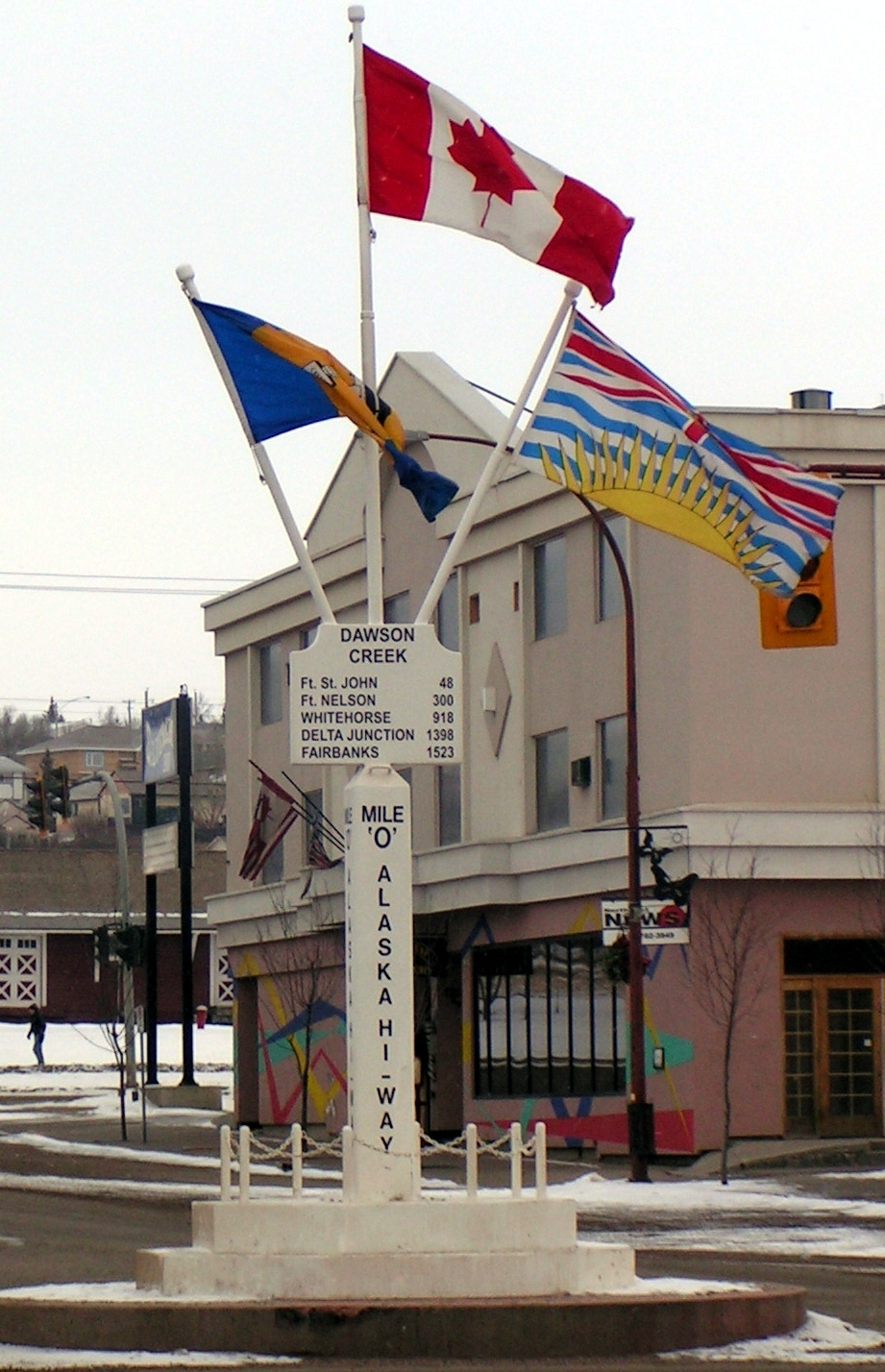
Нульова миля для Аляски в Довсон-Криці
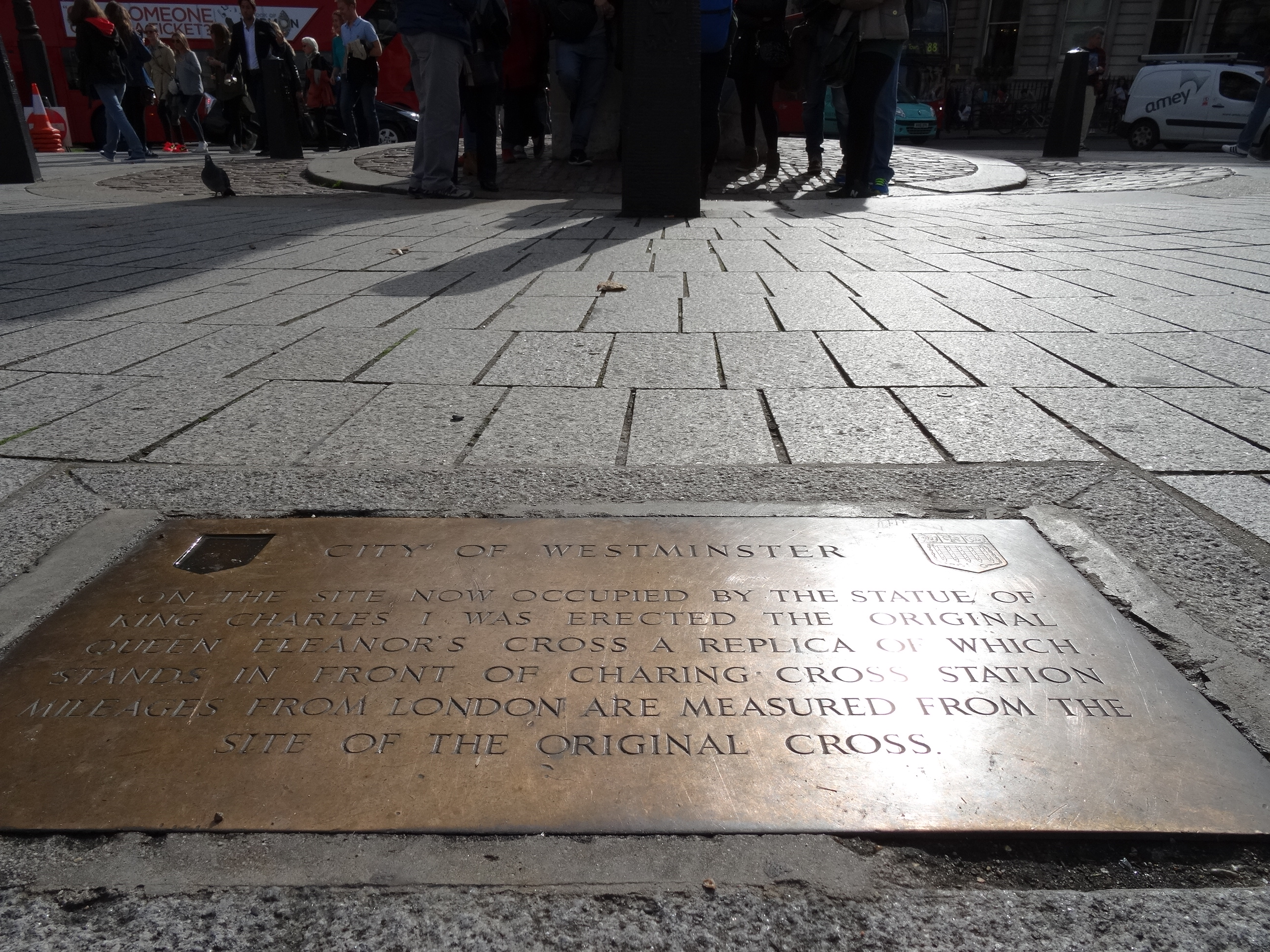
«На місці, де зараз стоїть статуя короля Карла I, був встановлений оригінальний хрест королеви Елеонори, копія якого стоїть перед зупинкою Чарінг-Кросс. Нульовий кілометр від Лондона вимірюється від місця оригінального хреста». британський нульовий кілометр розпочинається від пам'ятника Карлу Першому на Чарінг-Кросс
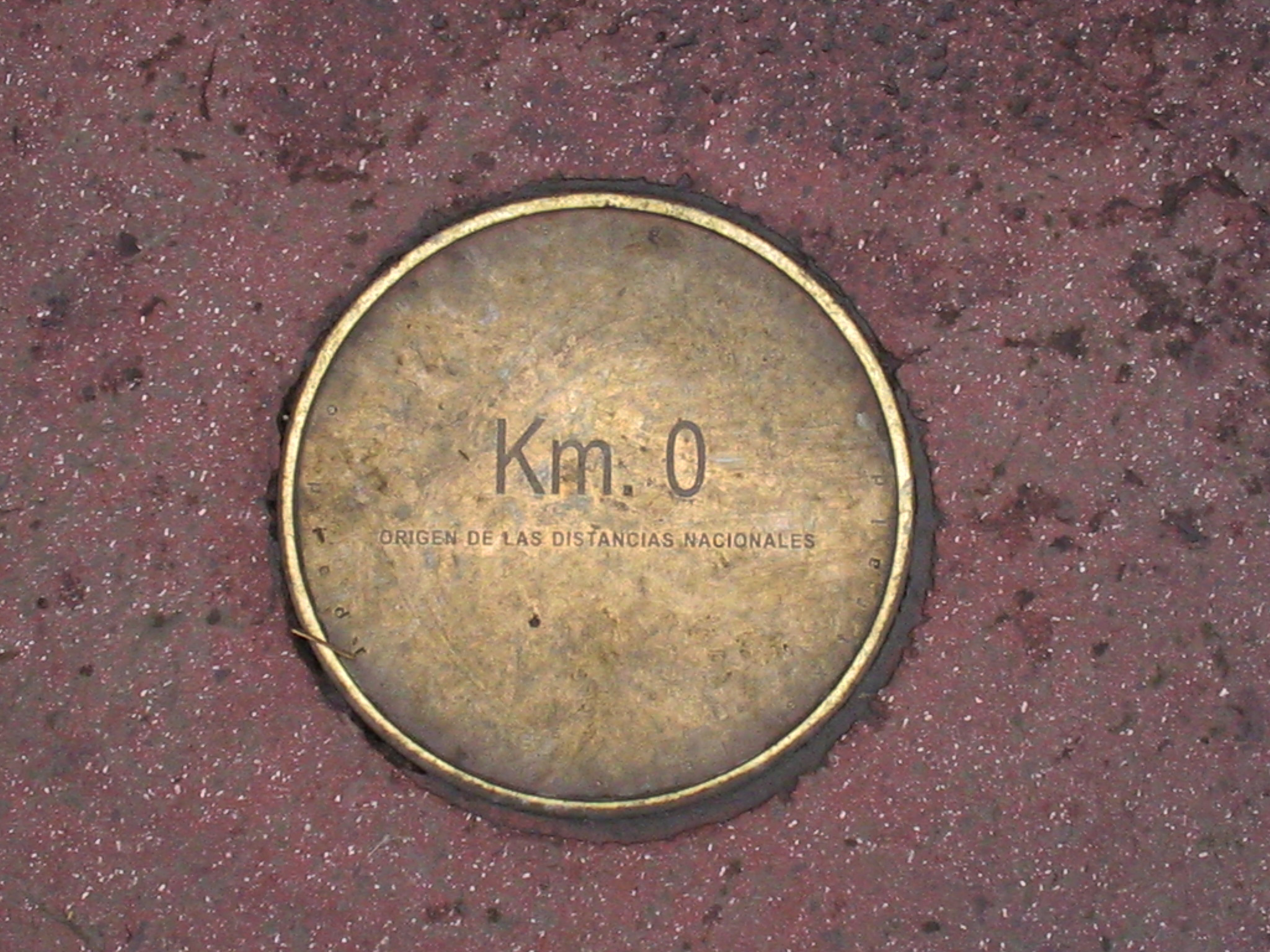
Чилійський нульовий кілометр
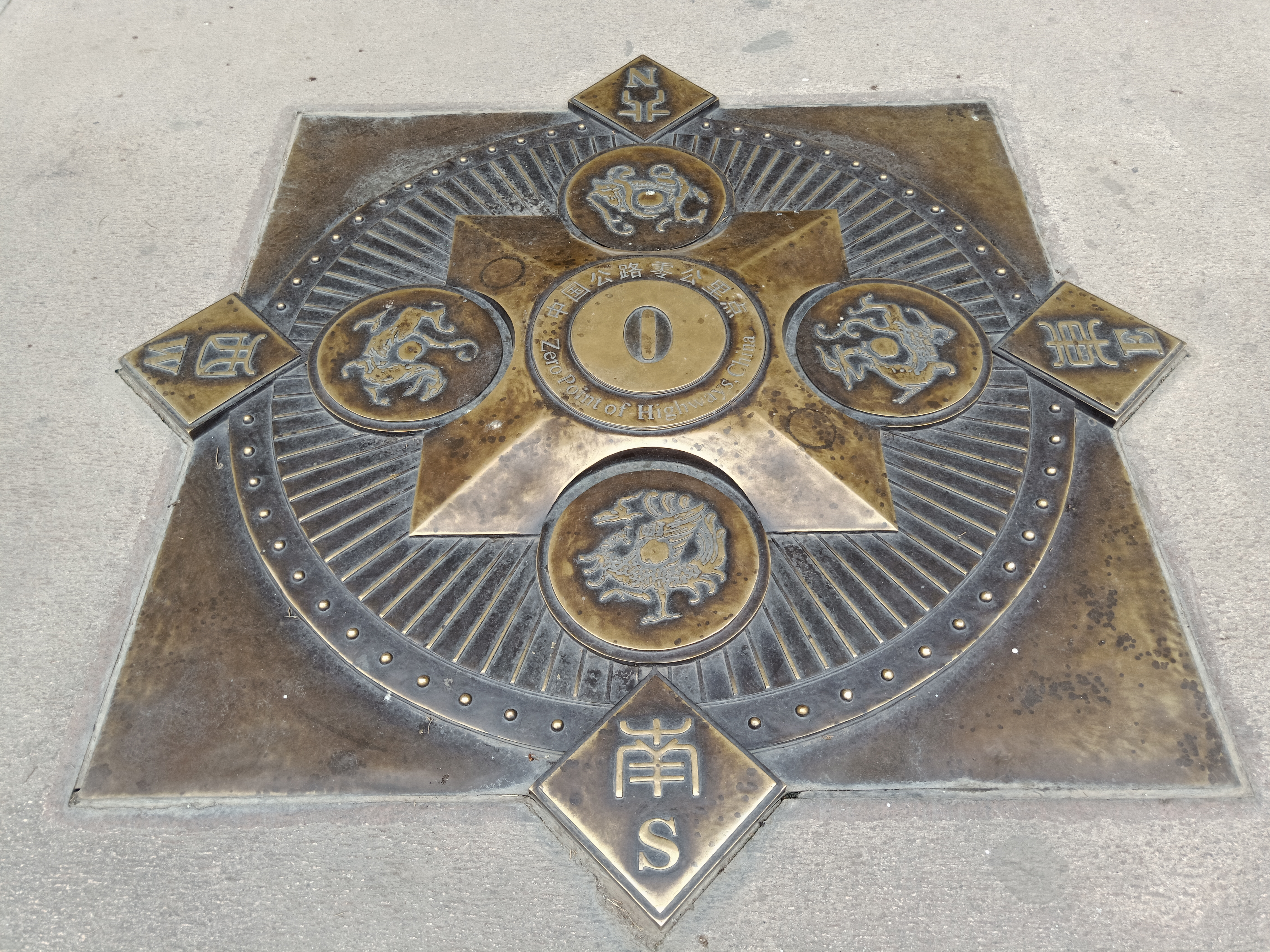
Китайський нульовий кілометр
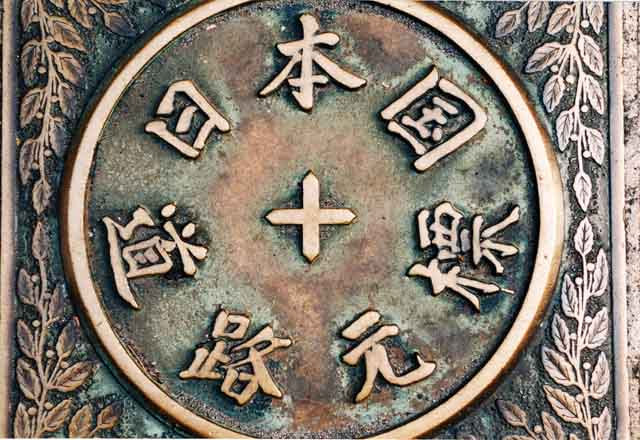
Ніхонбаші — японський нульовий кілометр
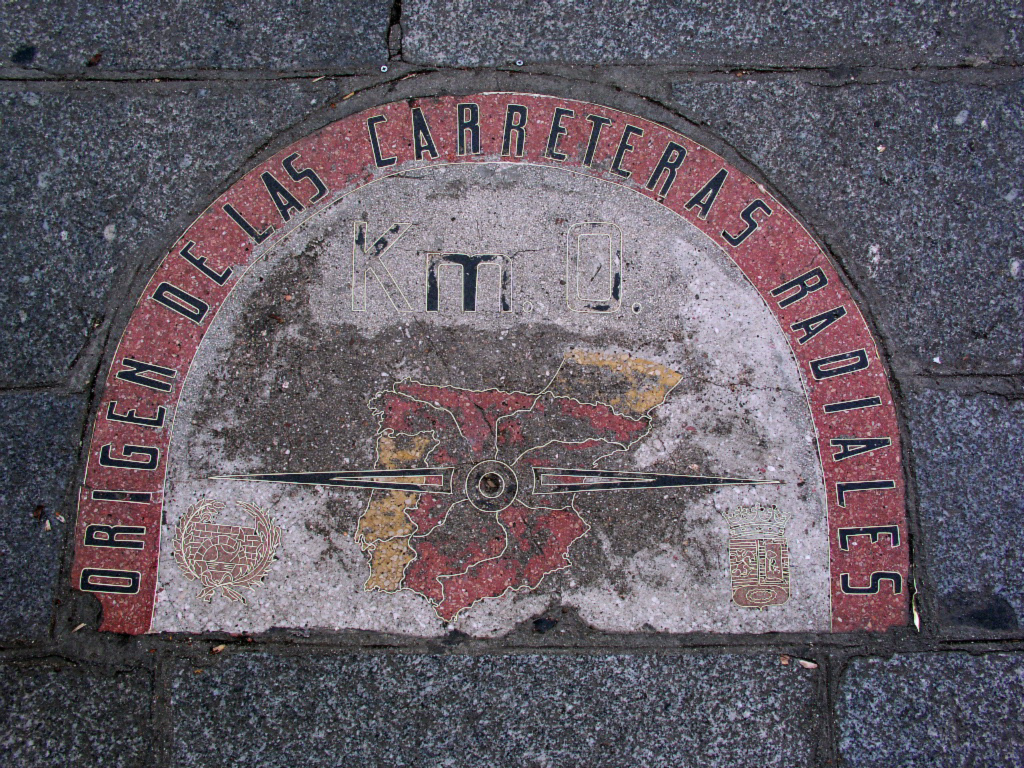
Іспанський нульовий кілометр
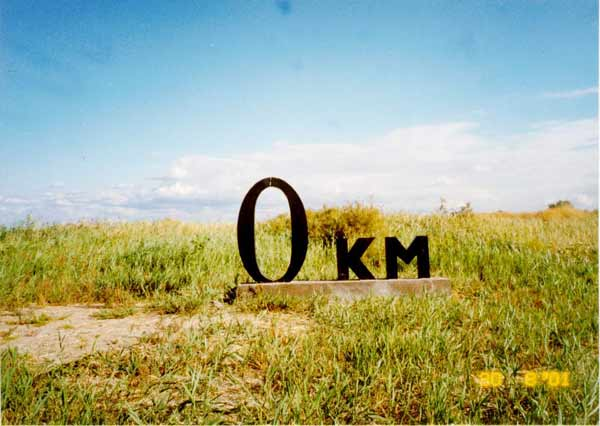
Звідси починається відлік довжини Дунаю